# Église Saint-Médard-et-Saint-Gildard de Cœuvres-et-Valsery
L'église Saint-Médard-et-Saint-Gildard est une église située sur le territoire de la commune de Cœuvres-et-Valsery, dans le département de l'Aisne, en France.

## Historique
Le monument est classé au titre des monuments historiques en 1920.

## Photos

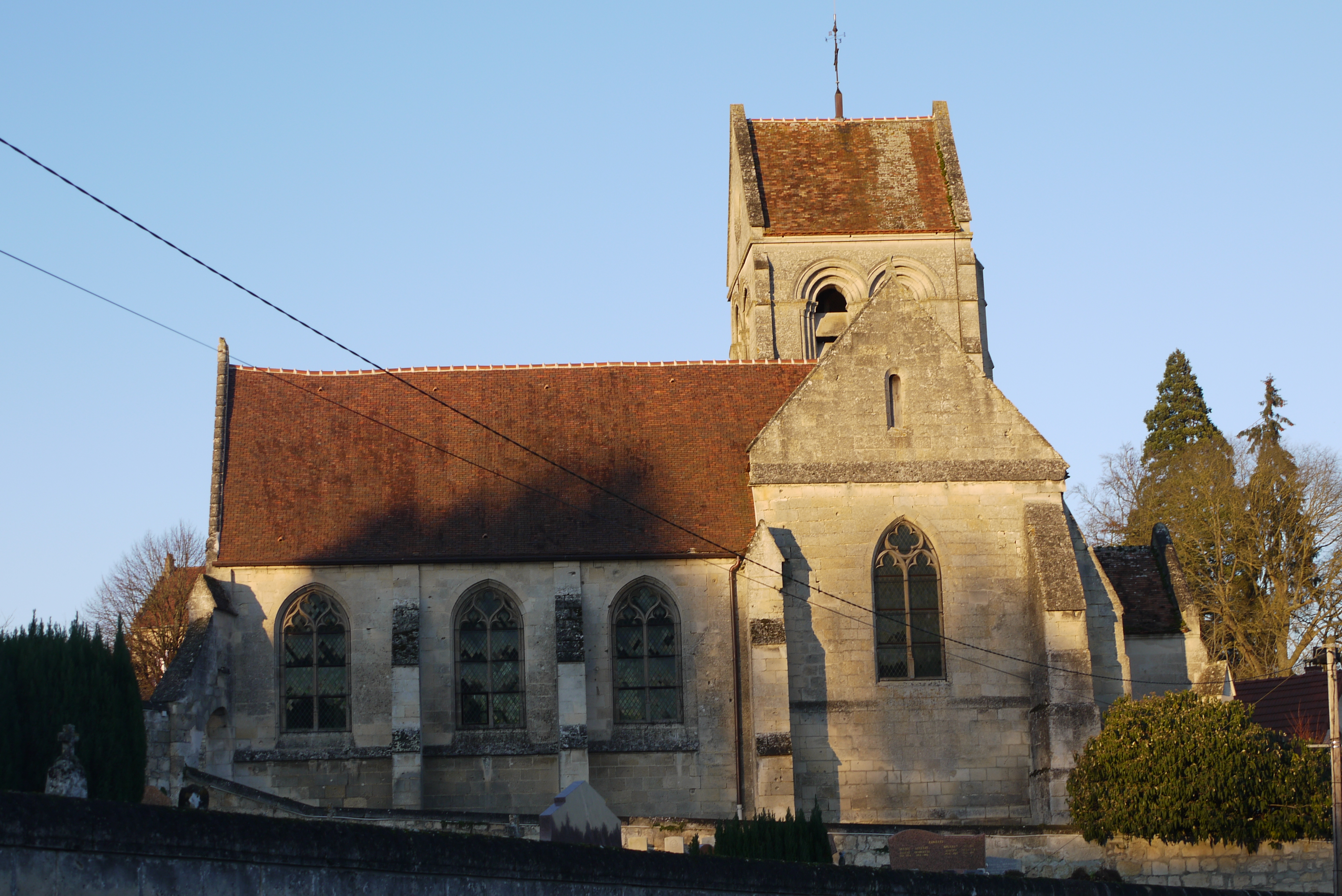
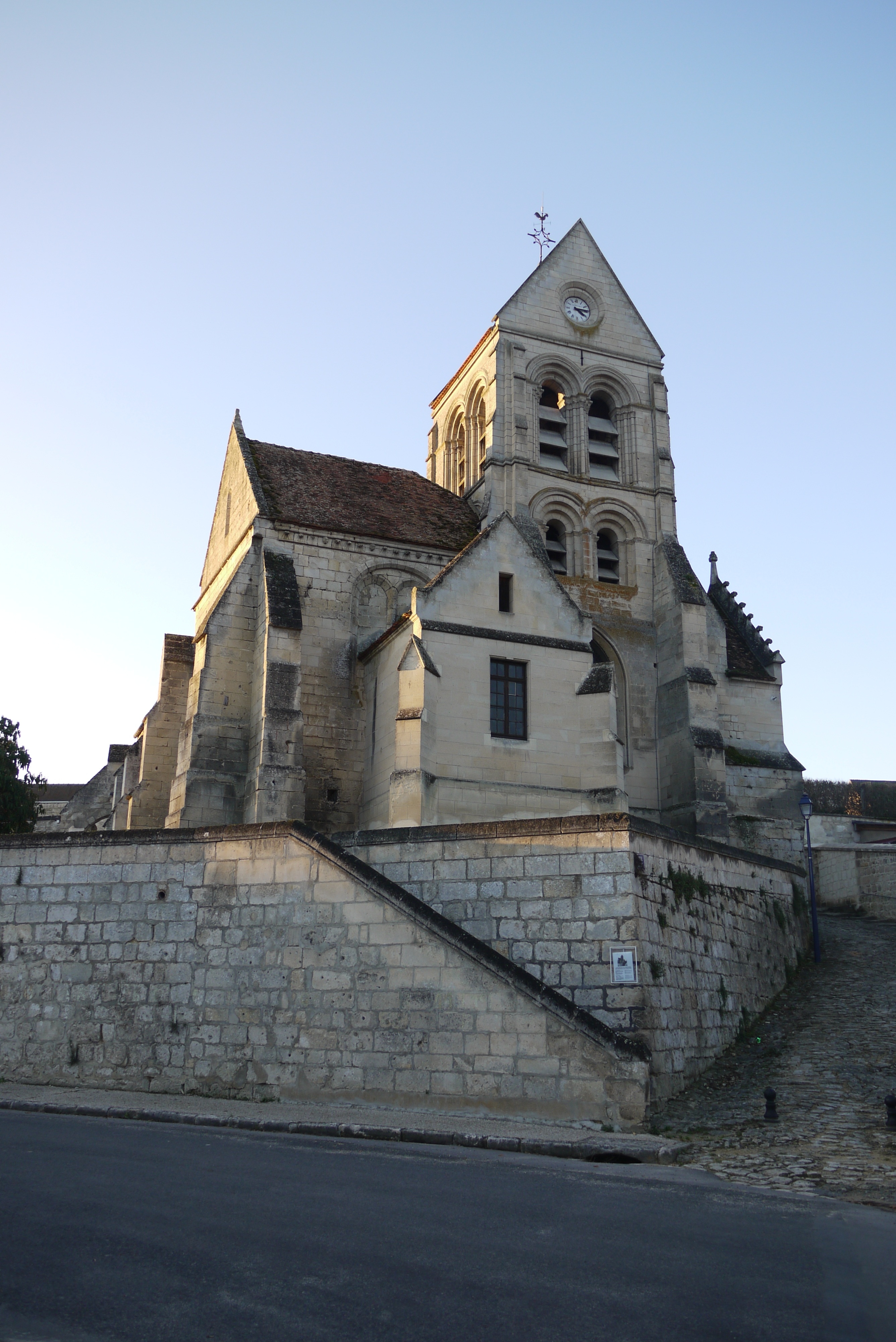